# Trithemis monardi
Trithemis monardi is een libellensoort uit de familie van de korenbouten (Libellulidae), onderorde echte libellen (Anisoptera).
De soort staat op de Rode Lijst van de IUCN als niet bedreigd, beoordelingsjaar 2009.
De wetenschappelijke naam Trithemis monardi is voor het eerst geldig gepubliceerd in 1931 door Ris.